# San Rafael del Sur
San Rafael del Sur est une ville du département de Managua, au Nicaragua.